# هيل (مصارعة)

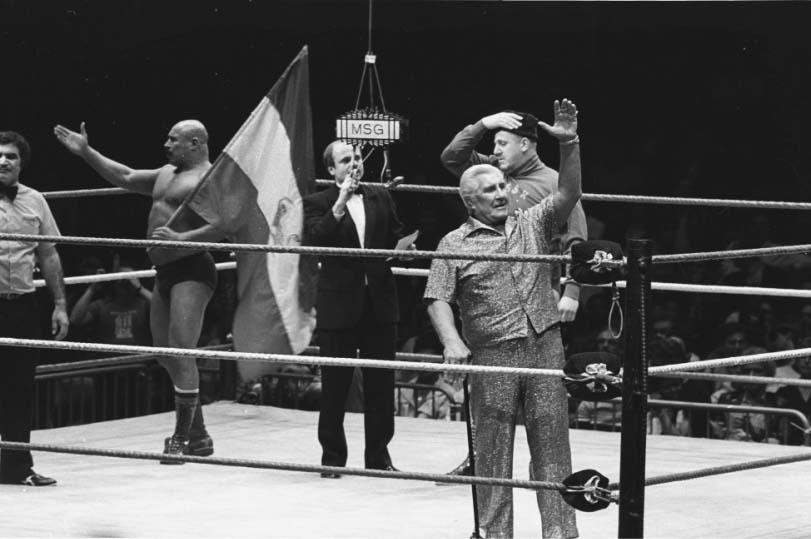
الهيل الأجانب ذي آيرون شيك ونيكولاي فولكولف مع مديرهم فريدي بلاسي

الهيل بالإنجليزية heel المعروف أيضًا باسم الرودو في المصارعة المكسيكية اللوتشا ليبري lucha libre) وهو مصطلح في المصارعة المحترفة وهو يشير إلي المصارع الشرير، «الرجل السيئ»  أو «كاسر القواعد» ويعمل كغريم    للـفيس الذين هم الأبطال أو «الرجال الجيدين». فلا يجب أن يكون كل ما يفعله مصارع الهيل خبيثًا: لا يحتاج المصارع الهيل إلا إلى صيحات الاستهجان أو السخرية من الجمهور لتكون شخصيات مؤثرة، على الرغم من أن معظم الهيل الناجحين حقًا تحتضن جوانب أخرى من شخصياتهم المخادعة، مثل الغش للفوز أو استخدام أشياء غريبة. «يتمثل دور الهيل في الحصول على» إستعطاف الجماهير «، مما يعني تحفيز الجماهير على كراهياته واستهجانه بشكل عنيفة، وينطوي أسلوبه عمومًا على الغش وأي طريقة أخرى للسلوك غير المقبول اجتماعيًا تؤدي إلى إنجاز المهمة في الفوز أو السيطرة علي المباراة».
لاكتساب الإثارة (مع الاستهجان والسخرية من الجمهور)، غالبًا ما يتم تصوير الهيل على أنه يتصرف بطريقة غير أخلاقية عن طريق كسر القواعد أو الاستفادة من خصومهم خارج حدود معايير المباراة. لا يخالف الآخرون (أو نادرًا) القواعد، لكنهم يظهرون بدلاً من ذلك سمات شخصية غير مرغوب فيها ومروعة ومهينة ومحبطة للمعنويات مثل الغطرسة والجبن وازدراء الجمهور. كثير من الهيلز يفعلون كلا الأمرين، وتتصرف بطريقة سيئة. بغض النظر عن نوع الهيل، فإن الوظيفة الأكثر أهمية هي القيام بدور الخصم علي أكفئ وجه، حيث أن الهيل موجود لتوفير احباط لمصارعى الفيس. إذا تم تحية هيل معين على حساب مصارع فيس، فقد يختار المَروج قلب هذا الهيل للفيس أو العكس، أو جعل مصارع هيل آخر يفعل شيئًا أكثر حقارة لزيادة الإستهجان. يعرض بعض فناني الأداء مزيجًا من سمات الشخصية الإيجابية والسلبية. في مصطلحات المصارعة، يشار إلى هذه الشخصيات باسم التوينرز ففي الوقت الحالي تعاني الأي من صراع للبقاء علي القمة فلذلك نري شخصيات التوينرز بشكل أكثر.
في المصارعة «المحلية» على سبيل المثال المصارعة الأمريكية، كان من الشائع أن تكون الفيس «محلية» (على سبيل المثال هالك هوغان) والهيل الذي يتم تصويره على أنه «أجنبي» (على سبيل المثال ألبرتو ديل ريو، إيفان كولوف، الشيخ الحديدي، روسيف، جيندر محل، ومحمد حسن).
في عالم مصارعة اللوتشا ليبري ، يُعرف معظم الرودوز عمومًا بكونهم يفتعلون شجاراً ويستخدمون حركات جسدية تؤكد على القوة أو الحجم الغاشم، وغالبًا ما يكون لديهم ملابس شبيهة بالشياطين أو الشياطين أو المحتالين الآخرين. يتناقض هذا مع معظم التكنيكوس técnicos البطولي المعروف عمومًا باستخدام الحركات التي تتطلب مهارة فنية، وخاصة المناورات الجوية.

## تاريخ
يتضمن سلوك الهيلز الشائع الغش للفوز (على سبيل المثال، استخدام الحبال أثناء التثبيت أو الهجوم بسلاح أثناء نظر الحكم بعيدًا)، واستخدام تكتيكات قذرة مثل الخنق أو شد العينين، ومهاجمة المصارعين الآخرين من الخلف خلف الكواليس، والتدخل مع المصارعين الآخرين "المباريات، إهانة المشجعين أو المدينة التي يقيمون فيها (يشار إليها باسم" الحرارة الرخيصة ") والتصرف بطريقة متعجرفة أو مغرورة.

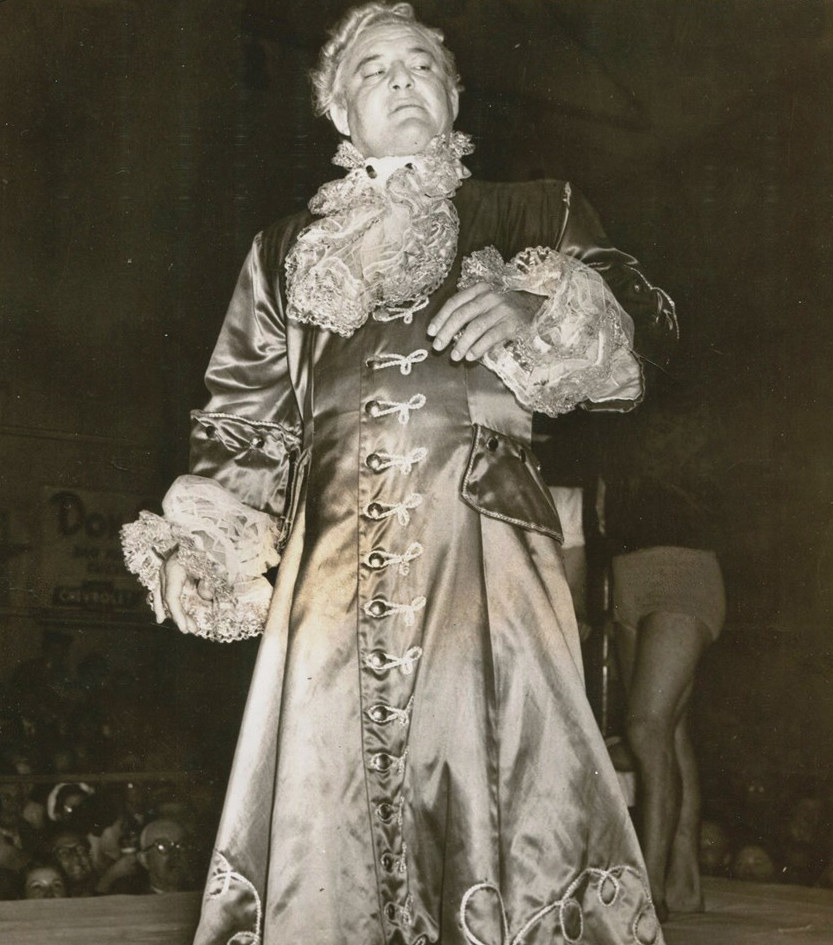
بفضل حيلته اللامعة ، أصبح جورج فاجنر أحد أشهر المصارعين الهيلز في عصره

المزيد من الهيلز تتميز بأزياء دراماتيكية تعطي مظهرًا سيئًا أو خطيرًا، مثل رسم طلاء على وجوههم، وارتداء أقنعة شيطانية، وتغطية أنفسهم بالجلد الداكن وما شابه. يعتبر جورج فاجنر الرائع أبو وسائل التحايل فقام بإدخال هذه الأزيا للمصارعة، وبالتالي أصبحت وسيلة التحايل أمراً ملازم للهيل في بعض الأحيان. ابتداءً من الأربعينيات من القرن الماضي، اخترع وسيلة تحايل باهظة ورائعة «فتى جميل» كان يرتدي شعر أشقر مموج وأردية ملونة وأزياء أنيقة، وكان مصحوبًا بخدمات ملابس جميلة إلى الحلبة لمبارياته. سخر الجمهور على نطاق واسع من شخصيته، وخرجوا إلى مبارياته على أمل رؤيته مهزومًا. استمتع جورج بهذا الاهتمام، وأصبح أشهرهيل والمكروهة ليس فقط في عصره، ولكن في كل العصور. مثال آخر على الهيل الدرامي هو المصارع أندرتيكر، الذي تحول في العديد من المناسبات المنفصلة طوال حياته المهنية بين تصويره هيل أو فيس. خلال فترة عمله كقائد فريق لوزارة الظلام، ظهر ككاهن للتنجيم في رداء أسود مقنع وجلس فعليًا على العرش،  غالبًا ما كان يستخدم صليب الشر شكل الرمز المستخدم لتمثيله.
من حين لآخر، لا تزال الفيس التي تحولت مؤخرًا من مجرد هيلز تظهر سمات من شخصيها المكروهة. يحدث هذا بسبب استمتاع المشجعين بمصارع على الرغم من (أو بسبب) شخصيته الشريرة، غالبًا بسبب جاذبية المؤدي أو سحره في لعب الدور. اكتسب بعض المصارعين مثل إيدي غيريرو  وريك فلير شهرة كفيس باستخدام التكتيكات التي ترتبط عادةً بالمصارعة كهيل، بينما أظهر آخرون مثل ستون كولد ستيف أوستن وسكوت هول ومؤخرًا بيكي لينش  حصدوا تشجيع أكثر وردود فعل كبيرة كهيل أكثر من كونهم فيس، مما أدى إلى تسويقهم على أنها ضد الأبطال

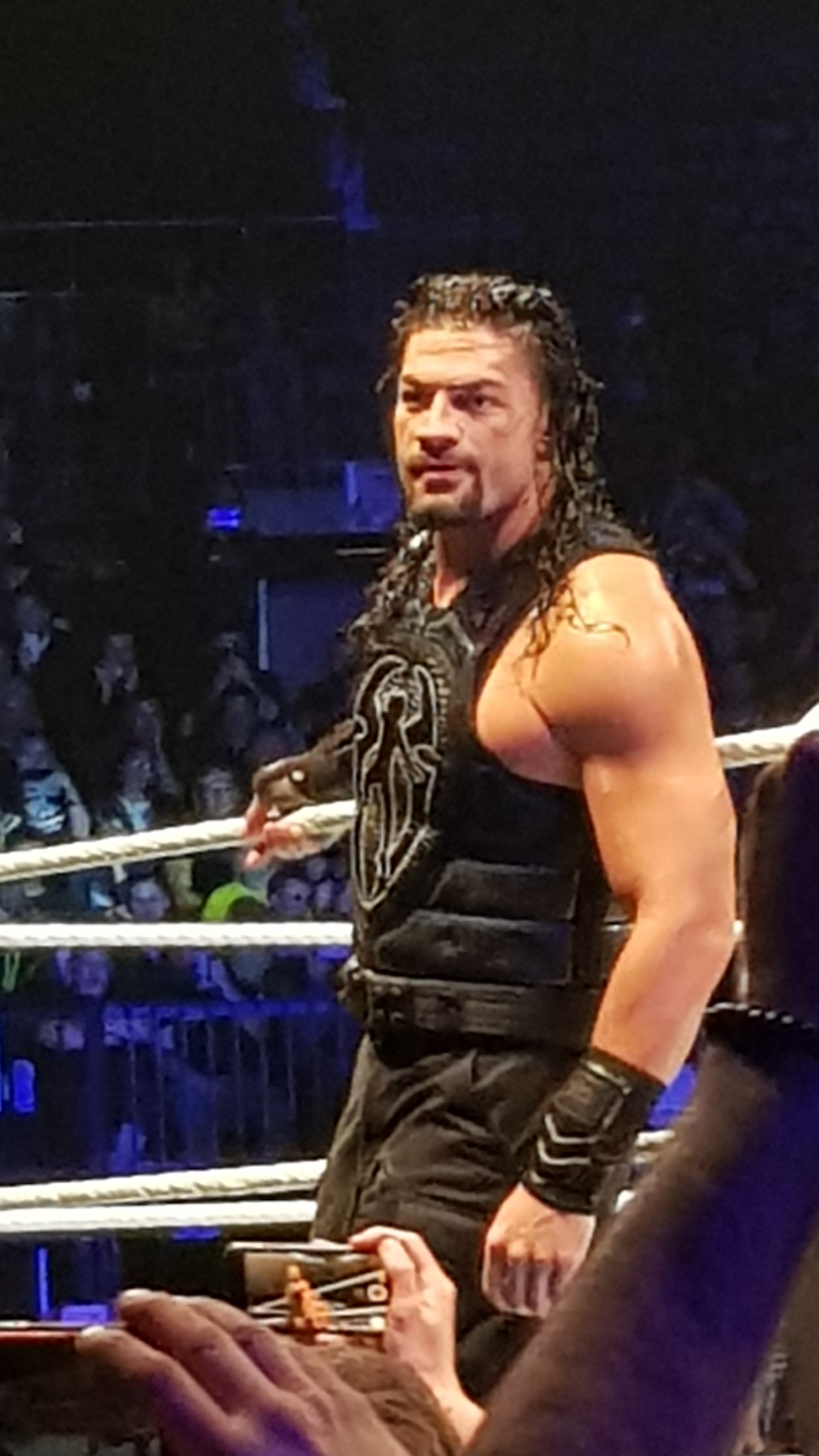
تلقى رومان رينز ردود فعل سلبية من الجمهور على الرغم من الترويج له كفيس

في مناسبات أخرى، يتلقى المصارعون الذين يتم وضعهم كفيس ردود فعل سلبية من الجمهور على الرغم من تصويرهم كأبطال. مثال على ذلك رومان رينز، الذي كان في عام 2018 فيس بارز في WWE ، لكنه تلقى صيحات الاستهجان في مبارياته بينما تلقى خصومه صيحات التشجيع بغض النظر عن وضعهم كفيس أو كهيل، بسبب المحسوبية المتصورة من المديرين التنفيذيين في WWE والافتقار إلى تطوير الشخصية. غالبًا ما يتم دفع مثل هذه الشخصيات (ولكن ليس دائمًا) لتصبح أشرارًا بمرور الوقت أو يتم إعادة تجهيزها لتقديم صورة عامة مختلفة، مثل تحول الروك من فيس إلى شخص نرجسي متقمص شخصية هيل عندما أنضم لفريق Nation of Domination. لا يصف مصطلح «الهيل» في حد ذاته مجموعة نمطية من السمات أو رد فعل الجمهور، ولكنه ببساطة يصف عرض المصارع وحجزه كخصم.
اعتمادًا على الزاوية، يمكن أن يتصرف الهيل بجبن أو التغلب على خصومه. على سبيل المثال، «الكوست تشامبيون» على وجه الخصوص هو مصطلح يشير إلى الهيل عندما يمتلك لقب يتفادى باستمرار منافسة مصارعين الدرجة الأولى ويحاول التراجع عن التحديات. ومن الأمثلة على ذلك سيث رولينز خلال أول فترة حمله بطولة WWE العالمية للوزن الثقيل، شارلوت خلال فترة حملها للقب بطولة الديفاز أو بطولة الرو للنساء، و ذا هونكي تونك مان خلال فترة حماه الطويلة لـبطولة القارات، وتوماسو سيامبا خلال فترة حمله في بطولة NXT ، والأيكونيكس وجيف جيريت في فترة حمله للقب بطولة NWA العالم للوزن الثقيل وغيرهم. . تميزت شخصية بروك ليسنر في WWE بجوانب ذات كره، وكان معروفًا أيضًا بالفشل في الدفاع عن لقبه بشكل متكرر (خاصة خلال حمله لـبطولة اليونيفرسال)، وغالبًا ما كان يؤدي فقط في أحداث الدفع مقابل المشاهدة وليس على SmackDown أو رو. يساعد هذا في تأكيد ردود فعل السيناريو المقصودة بأن الفيس يستحق اللقب أكثر من الهيل. في الواقع، قد يتوسل الهيل طالباً الرحمة في الضرب على أيدي الفيس، حتى لو كان الأثنان يضربان بدون رحمة. اشتهر ريك فلير على وجه الخصوص بالتوسل لخصم ما، ومن ثم يقوم بضرب خصمه المُشتت انتباهه بضربة منخفضة. قد تتصرف الهيل بشكل قوي في النزال ضد خصومهم لتلعب دور قصة نجاح المستضعف الفيس المظلوم بدلاً من ذلك. لعب ليزنر الدورين ونجح في ذلك بشكل كبير، لكنه أصبح مشهورًا جدًا (سواء كهيل أو فيس) بكونه كآلة لا يمكن إيقافها تقريبًا يمكنه أن تدمر أي خصم في طريقه.